# Форт-Кэмпбелл
Форт-Кэмпбелл (англ. Fort Campbell) — военная база армии США на территории округа Крисчен в штате Кентукки.

## История
После начала в сентябре 1939 года второй мировой войны правительство США начало увеличение численности вооружённых сил.
16 июля 1941 года было утверждено решение о строительстве военной базы на территории штата Кентукки (недалеко от границы со штатом Теннесси), 15 ноября 1941 года топографическая съёмка местности и предварительные работы были завершены, после японского нападения на Перл-Харбор и вступления США в войну в декабре 1941 года военные расходы были увеличены, и 12 января 1942 года здесь началось строительство военной базы армии США, предназначенной для формирования и подготовки бронетанковой дивизии (с начала лета 1942 года до конца войны здесь проходили формирование и обучение 12-я, 14-я и 20-я бронетанковые дивизии, а также 26-я пехотная дивизия).
После окончания второй мировой войны осенью 1945 года началось реформирование сухопутных войск США, в ходе которого в апреле 1950 года база получила название "Форт-Кэмпбелл" (в честь бригадного генерала Уильяма Кэмпбелла) и стала местом подготовки воздушно-десантных войск.
В ходе возвращения участвовавших в войне во Вьетнаме американских войск в США, в сентябре 1971 года в Форт-Кэмбелл прибыла 173-я воздушно-десантная бригада (14 января 1972 года переформированная в 3-ю бригаду 101-й воздушно-десантной дивизии), а с 6 марта 1972 года здесь была расквартирована вся 101-я воздушно-десантная дивизия.
После сражения в Могадишо 3 — 4 октября 1993 года США отправили в Сомали дополнительные войска с военных баз Форт-Беннинг, Форт-Стюарт (в штате Джорджия) и Форт-Кэмпбелл: 700 военнослужащих, четыре танка, две боевые машины пехоты, 14 бронетранспортёров, семь вертолётов и два военно-транспортных самолёта.

## Современное состояние
База является местом постоянной дислокации нескольких частей вооружённых сил США, здесь находятся:
- 101-я воздушно-десантная дивизия
- 160-й авиационный полк специального назначения
- 5-я группа сил специальных операций армии США (5th Special Forces Group)
- 502-й батальон военной полиции
- 531-й военный госпиталь (531st Hospital Center)